# Kevin (futbolista)
Kevin Santos Lopes de Macedo (São Paulo, Brasil, 4 de enero de 2003) es un futbolista brasileño que juega como delantero en el F. K. Shajtar Donetsk del Liga Premier de Ucrania .

## Primeros años
Creció en Itaim Paulista, un distrito de São Paulo, comenzando a jugar fútbol en el Desportivo Brasil de Porto Feliz, después de rechazar un contrato con el Atlético Mineiro como sub-13, estando el club demasiado lejos de su casa.
En 2020 se incorporó a la cantera del S. E. Palmeiras. En enero de 2023 ayudó al Palmeiras sub-20 a ganar la Copa São Paulo de Futebol Júnior, obteniendo el título de Jugador del Torneo, tras marcar cinco goles y dar cinco asistencias en ocho partidos.

## Trayectoria
Después de jugar el Campeonato Paulista Série A3 con el Desportivo Brasil, se unió al equipo sub-20 del S. E. Palmeiras en 2020, cedido por un año con una cláusula de rescisión que finalmente resultó en un traslado permanente.
Hizo su debut profesional con el Palmeiras el 1 de diciembre de 2021, sustituyendo a Giovani Henrique durante una victoria fuera de casa por 3-1 en la Serie A contra Cuiabá E. C.
Fue titular en su primer partido el 10 de diciembre de 2021, y también en esa ocasión marcó su primer gol con el primer equipo, el tanto de la victoria por 1-0 en casa contra el Ceará S. C., que cerraba la temporada liguera del reciente campeón de la Copa Libertadores.
El 19 de enero de 2024 firmó un contrato de cuatro años y medio con el F. K. Shajtar Donetsk por una cantidad de 12 millones de euros más 3 millones de euros en variables.

## Estadísticas

### Clubes
Actualizado al último partido disputado el 15 de febrero de 2024.
| Club                            | Div.          | Temporada     | Liga  | Liga  | Liga   | Copas nacionales | Copas nacionales | Copas nacionales | Copas internacionales | Copas internacionales | Copas internacionales | Total | Total | Total  |
| Club                            | Div.          | Temporada     | Part. | Goles | Asist. | Part.            | Goles            | Asist.           | Part.                 | Goles                 | Asist.                | Part. | Goles | Asist. |
| ------------------------------- | ------------- | ------------- | ----- | ----- | ------ | ---------------- | ---------------- | ---------------- | --------------------- | --------------------- | --------------------- | ----- | ----- | ------ |
| Desportivo Brasil · Brasil      | 3.ª           | 2020          | 4     | 0     | 0      | —                | —                | —                | —                     | —                     | —                     | 4     | 0     | 0      |
| Desportivo Brasil · Brasil      | Total club    | Total club    | 4     | 0     | 0      | 0                | 0                | 0                | 0                     | 0                     | 0                     | 4     | 0     | 0      |
| S. E. Palmeiras · Brasil        | 1.ª           | 2021          | 2     | 1     | 0      | 0                | 0                | 0                | 0                     | 0                     | 0                     | 2     | 1     | 0      |
| S. E. Palmeiras · Brasil        | 1.ª           | 2023          | 7     | 0     | 0      | 0                | 0                | 0                | 2                     | 0                     | 0                     | 9     | 0     | 0      |
| S. E. Palmeiras · Brasil        | Total club    | Total club    | 9     | 1     | 0      | 0                | 0                | 0                | 2                     | 0                     | 0                     | 11    | 1     | 0      |
| F. K. Shajtar Donetsk · Ucrania | 1.ª           | 2023-24       | 0     | 0     | 0      | 0                | 0                | 0                | 1                     | 0                     | 0                     | 1     | 0     | 0      |
| F. K. Shajtar Donetsk · Ucrania | Total club    | Total club    | 0     | 0     | 0      | 0                | 0                | 0                | 1                     | 0                     | 0                     | 1     | 0     | 0      |
| Total carrera                   | Total carrera | Total carrera | 13    | 1     | 0      | 0                | 0                | 0                | 3                     | 0                     | 0                     | 16    | 1     | 0      |

## Palmarés

### Títulos nacionales
| Título                  | Club                  | País    | Año  |
| ----------------------- | --------------------- | ------- | ---- |
| Liga Premier de Ucrania | F. K. Shajtar Donetsk | Ucrania | 2024 |
| Copa de Ucrania         | F. K. Shajtar Donetsk | Ucrania | 2024 |
| Copa de Ucrania         | F. K. Shajtar Donetsk | Ucrania | 2025 |